# Micropaleontology
Micropaleontology est une revue scientifique consacrée à la micropaléontologie. 

## Historique
Elle est éditée par Micropaleontology Press..
Fondée en 1955, la revue est publiée en ligne avec un abonnement à des exemplaires imprimés en option dans six numéros par an ou quatre par an selon NCBI. La mission de la revue est de publier des recherches évaluées par des pairs sur la morphologie, la systématique, la biologie, l'écologie et la biostratigraphie des microfossiles eucaryotes et de leurs représentants modernes.

### Micropaleontology Press
Micropaleontology Press, qui a longtemps appartenu à l'American Museum of Natural History, a repris ses activités indépendantes en juillet 2003 sous la forme de The Micropaleontology Project, Inc., une société à but non lucratif 501(c)3 dans l'État de New York. Depuis septembre 2009, la presse est située sur le campus du Queens College de la City University of New York.